# Donji Prnjarovec
Donji Prnjarovec – wieś w Chorwacji, w żupanii zagrzebskiej, w gminie Križ. W 2011 roku liczyła 71 mieszkańców.